# 하고 싶은 날
《하고 싶은 날》은 2016년 공개된 대한민국의 영화이다.

## 출연
- 김성희 - 현정 역
- 이인준 - 현준 역
- 이신호 - 동준 역
- 이수진 - 은미 역
- 박수미 - 다방녀 역
- 이혜진 - 미정 역
- 김훈 - 준희 역
- 이세희 - 민희 역